# Dean Kotiga
Dean Kotiga (Motovun, 1988.) hrvatski je kvizoman i enigmat. Trenutačno je »lovac« u televizijskim kvizovima Potjera i Superpotjera.

## Rani život
Dean Kotiga rođen je u Motovunu. Magistrirao je komparativnu književnost na Filozofskom fakultetu u Zagrebu, gdje je također završio preddiplomski studij povijesti.
Objavljivao je filmske tekstove na portalima i bio suradnik portala i emisije Filmoskop na Trećem programu Hrvatskog radija.

## Karijera
Godine 2007. Kotiga je sudjelovao u kvizu Kviskoteka te je kao 18-godišnjak pobijedio dvostruko starije natjecatelje. Jedno je vrijeme pisao pitanja za kvizove na HRT-u. Nakon sudjelovanja u Kviskoteci i kvizu Tko želi biti milijunaš?, Kotiga je 2013. godine dobio poziv da uz Mirka Miočića i Moranu Zibar postane jedan od »lovaca« u kvizu Potjera.
Zbog svoje duhovitosti, brzine razmišljanja i zabavnoga odnosa s Tarikom Filipovićem,[nedostaje izvor] Kotiga je postao vrlo popularan te je 2013. godine nominiran za nagradu za novo lice Večernjakove ruže.
Osvojio je prvo mjesto na Međunarodnom natjecanju u kvizu u Španjolskoj u studenom 2023. godine.

## Privatni život
Dean Kotiga je iz Motovuna, a živi u Zagrebu. Profesionalni su mu i životni uzori Lazo Goluža, Bobby Fischer i Monty Python.

## Sinkronizacija
| Godina | Film | Uloga   |
| ------ | ---- | ------- |
| 2020.  | Duša | Rudlavi |